# Le juge Thorne fait sa loi
Pour plus de détails, voir Fiche technique et Distribution.
Le Juge Thorne fait sa loi ou Tu seras Jugé (titre original : Stranger On Horseback) est un film américain réalisé par Jacques Tourneur pour la United Artists, sorti en 1955.

## Synopsis
Rick Thorne est un juge itinérant qui sillonne l'Ouest américain pour rendre la justice. En poursuivant un criminel, il en vient à lutter contre la puissante famille des Bannerman, laquelle tient sous sa coupe tout un village. Il est aidé dans sa tâche par le shérif local et la sœur du meurtrier.

## Fiche technique
- Titre original : Stranger On Horseback
- Titre français : Le Juge Thorne fait sa loi (titre version DVD)
- Réalisation : Jacques Tourneur
- Scénario : Herb Meadow et Don Martin, d'après une histoire de Louis L'Amour
- Photographie : Ray Rennahan
- Montage : William B. Murphy (en)
- Musique : Paul Dunlap
- Direction artistique : Albert Hogsett
- Décors : Victor A. Gangelin
- Son : Frank McWhorter
- Producteur : Robert Goldstein
- Société de production : Leonard Goldstein Productions
- Société de distribution : United Artists
- Pays d'origine :  États-Unis
- Langue originale : anglais
- Format : couleur (Ansco Color by Pathé) — 35 mm — 1,85:1 — son Mono (Western Electric Recording)
- Genre : Western
- Durée : 66 minutes
- Date de sortie :
  - États-Unis : 23 mars 1955

## Distribution
- Joel McCrea : le juge Rick Thorne
- Miroslava Stern (créditée Miroslava) : Amy Lee Bannerman
- Kevin McCarthy : Tom Bannerman
- John McIntire : Josiah Bannerman
- John Carradine : le colonel Buck Streeter
- Emile Meyer : le shérif Nat Bell
- Nancy Gates : Caroline Webb, la fille de l'armurier
- Walter Baldwin : Vince Webb, l'armurier
- Robert Cornthwaite : Arnold Hammer
- Roy Roberts : Sam Kettering
- George De Normand : Taylor
- Jaclynne Greene : Paula Morrison
- Emmett Lynn : l'ivrogne
- George Keymas :  Joe Fly
- Lane Bradford : Rusk
- Dabbs Greer : le réceptionniste de l'hôtel
- Frank Hagney (non crédité) : le barman

## À noter
- C'est la deuxième collaboration de l'acteur Joel McCrea avec Tourneur, Il y en aura trois (avec Stars in My Crown en 1950 et Wichita en 1955).
- Le film a été sauvé in extremis de la destruction, restauré avec difficultés, il est sorti en DVD chez Sidonis avec une présentation de Patrick Brion et Bertrand Tavernier
- C'est la dernière apparition dans un film hollywoodien de l'actrice Miroslava, qui se suicida en mars 1955[1].